# Operace Plunder
Operace Plunder (anglicky Operation Plunder) byla britsko-americká vojenská operace, jež začala v noci 23. března 1945 v rámci bojů na západní frontě během druhé světové války. Jejím cílem bylo překročení řeky Rýn a vstup spojeneckých jednotek na území severního Německa.
Operační plán předpokládal přechod spojeneckých vojsk přes Rýn v oblasti mezi městy Rees a Wesel a jižně od řeky Lippe jednotkami 2. britské armády pod velením generálporučíka Milese Dempseyho (Operace Turnscrew, Widgeon a Torchlight) a americké 9. armády pod velením generálporučíka Williama Simpsona (Operace Flashlight). Výsadkovou podporu tvořily britská 6. a americká 17. výsadková divize, které byly v rámci Operace Varsity vysazeny na východním břehu Rýna. Jejich příslušníci zde měli zajistit důležité opěrné body v okolí měst Hamminkeln a Wesel a umožnit tak celé 21. armádní skupině, kterou všechny uvedené útvary tvořily a jíž velel polní maršál Bernard Montgomery, hladký přechod řeky a vytvoření předmostí na východním břehu Rýna.